# Ártéri japánkeserűfű
Az ártéri japánkeserűfű (Fallopia japonica), népiesen juliskalevél, néha egyszerűen japánkeserűfű a keserűfűfélék (Polygonaceae) családjába tartozó, nagyméretű, lágy szárú, évelő növényfaj. Kelet-Ázsiában őshonos (Japán, Kína, Korea területén), de az USA-ba és Európába is behurcolták, ahol igen sikeres inváziós faj. Az óriás japánkeserűfűvel (F. sachalinensis) alkotott hibridje, a cseh japánkeserűfű (F. x bohemica) igen agresszív özönnövény.

## Morfológiai jellemzés

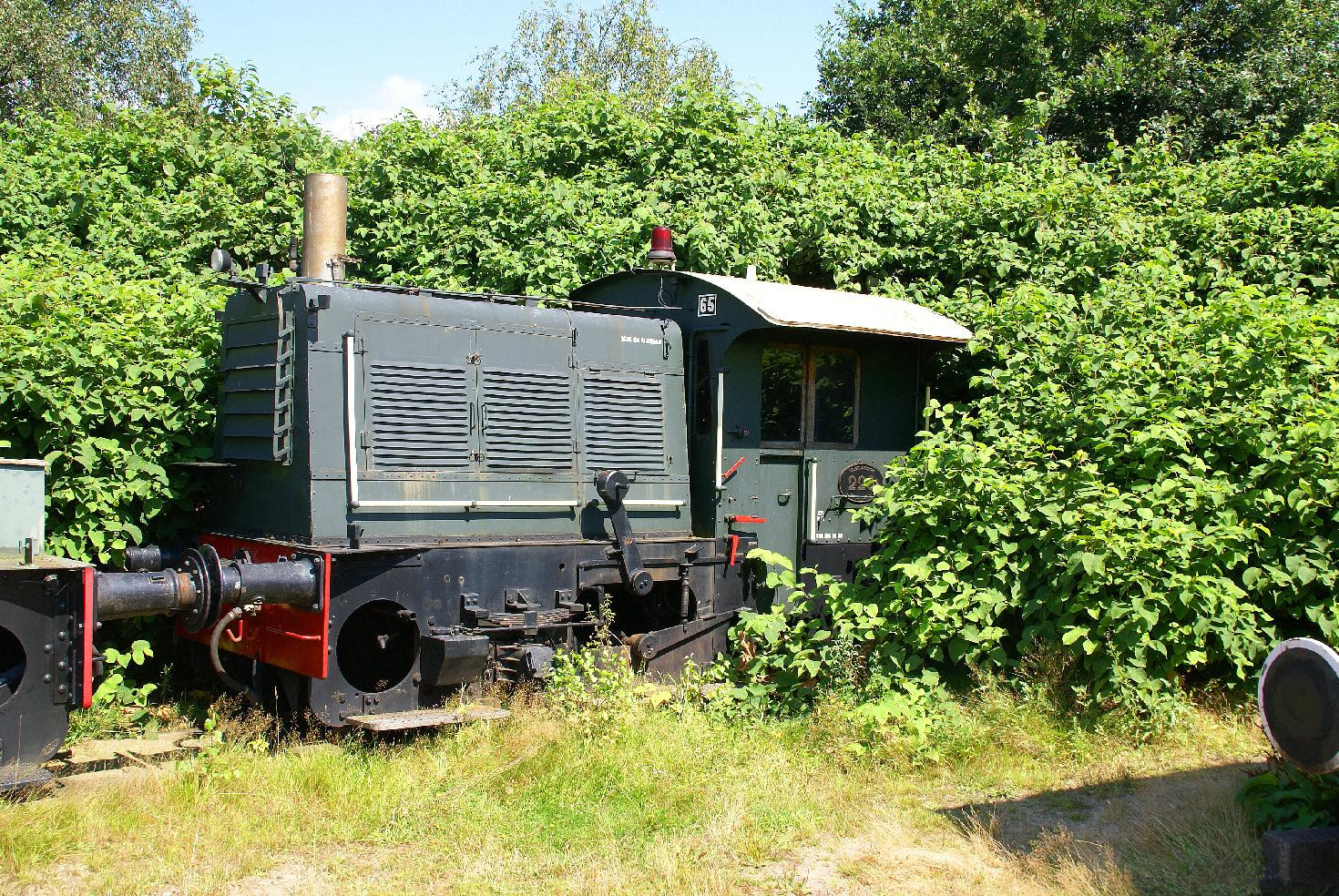
Egy régi mozdony Beekbergen (Hollandia), túlnőtt „fallopiá”-val. Néhány évvel ezelőtt ez a hely még fallopia-mentes volt, lásd [https://web.archive.org/web/20140718175104/https://maps.google.nl/maps?hl=nl Google Maps

Az ártéri japánkeserűfű a keserűfűfélék családjába tartozó özönfaj. A 2 méter körüli nagyságot is elérő lágyszárú évelő, melyek 1-2 méter hosszú gyökeret és oldalirányban rügyeket tartalmazó rizómákat növesztenek. Az ezekből fakadó hajtásrendszerek összefüggő sarjtelepeket alkotnak. Száruk felálló, vastag, alul üreges, legalul levél nélküli. 
Leveleik nagyok, bőrneműen kemény szövetűek, széles vagy megnyúlt tojásdadok, többé-kevésbé kihegyezettek, ép szélűek. A száron levők szórt állásúak és nagyobbak, mint az oldalágakon levők, amik kétsorosan állnak. Apró, 4 mm széles, tejfehér leplű virágaik 40–100 cm hosszú bugavirágzatot alkotnak, de oldalágaikon mellékvirágzatokat is viselnek. Funkcionálisan kétlakiak. Csak a termős virágokat viselő példányokon képződnek a három szárnyat viselő makkocskatermések. A fajoknak nektáriumaik is vannak.

## Származás, elterjedés
Az ártéri japánkeserűfű Kelet-Ázsiában őshonos. Innen hozták be 1823-ban Európába egy holland botanikus kertbe. Később dísz- és takarmánynövényként is terjesztették. Mára Európa- és Észak-Amerika-szerte meghonosodott. Főleg dombvidéken és alacsonyabb hegyvidékeken gyakori. Nálunk a Dunántúlon és a középhegységekben terjedt el leginkább.

## Életciklus
A magyar flóra legmagasabb, többször virágzó (polikarpikus), évelő, lágyszárú növényei. Geofiton életformájuknak köszönhetően kiterjedt, fásodó gyöktörzsrendszerükkel telelnek át.
Áttelelő rügyekből fejlődnek ki tavasszal az új hajtások, amik április elejére gyors növekedést eredményeznek. A fásodó tövű szárak az alsó részükön idővel parásodnak, és később kifejlődnek az oldalhajtások is. Közben a főszár alsó levelei lehullnak.
Júniusban kezdődik el a rovarmegporzású virágzat fejlődése. A termések szeptember-októberben érnek be, majd novemberre hullnak el. Széllel terjedő, szárnyas makkocskatermésük van. Hatékony a generatív szaporodási képességük, de Európában szinte teljesen vegetatív módon terjednek. A szaporítóképleteket az ember és a víz terjeszti. A lombhullás a fagyokig lezajlik, aminek hatására a szár is elhal. A növények könnyen regenerálódnak rizómadarabokból, de olykor szárdarabokból is.

## Termőhelyigény
Elsősorban települési ruderális, ritkábban leromló állapotú természetközeli élőhelytípusokban találkozhatunk vele. Tág pH-tűrésű faj, de a meszes talajokat részesíti előnyben. Jól tűri a nehézfém- és sószennyezést. Elviseli a nagy kén-dioxid-szennyezést. Elágazó gyöktörzsrendszerével rögzíti a mozgó törmeléket és elősegíti a talajképződést. Gyakori az utak mentén és a művelt területek mellett. Az ember által létrehozott, gyakran kedvezőtlen adottságú élőhelyeken fordul elő. Vasúti töltések, meddőhányók, elhanyagolt kertek, sövények, útszélek adnak otthont számára. Megtalálható még a természetközeli, nedvesebb területeken is: erdőszegélyek, út menti árkok, patakok mente. Pionírtársulásokban, magaskórósokban gyakori. A szakirodalmak a félszáraz és üde erdei gyomvegetációba sorolják a fajt. Állandó kísérőfajok a nagy csalán (Urtica dioica), a podagrafű (Aegopodium podagraria) és a ragadós galaj (Galium aparine).

## Biotikus interakciók
Allelopatikus hatásuk mellett az árnyékolás és a földalatti tápanyagelvonás okozza a faj kompetíciós sikerét. 
Az emlősök közül a juhok, szarvasmarhák, kecskék, lovak, szamarak legelése csökkenti a hajtássűrűséget, de egyes emlősökre a gyöktörzsek mérgező hatásúak. A madarak közül a házi veréb (Passer domesticus) fogyasztja szívesen a növény magját. A rovarok között is találunk néhány, a faj fejlődését gátló egyedet. Parazita gombákat nem találtak, de néhány kórokozó szaprofita gombát azonosítottak.

## Gazdasági jelentősége
Impozáns megjelenésüknek köszönhetően dísznövényként ültették, és leveleik nagy fehérjetartalma miatt takarmányozási célra is felhasználták. Gyógyászati célokra, emberi táplálékként is használták. Nehézfémekkel szennyezett talajok tisztítására alkalmasak.
A vízfolyások mentén elterjedt állományok károsítják az árvízvédelmi berendezéseket, nehezítik a mederfenntartási munkálatokat. A településeken szétfeszíthetik a járdákat és az ültetett növényeket elnyomhatják.

## Természetvédelmi jelentősége
Az ártéri japánkeserűfű a sarjtelepek kiépítése után teljesen egynemű állományokat hoz létre, ahol nincs helye a természetszerű növényzetnek. Vegetációtípustól függően, közvetett, vagy közvetlen emberi beavatkozás hatására gyorsan elszaporodik az adott területen, és ezzel veszélybe sodorja az őshonos fajokat. 
A természetes szukcessziót, és a regenerációs folyamatokat csökkenti a meghódított élőhelyeken. A természetvédelmi problémát a vízfolyások mentén való gyors terjeszkedése jelenti.

## Természetvédelmi kezelés
Az ártéri japánkeserűfű agresszíven terjedő, tág tűrőképességű évelő faj. Sikerességét mégis vegetatív szaporodóképességének köszönheti. Kezelhetőségét és visszaszorítását fejlett rizómarendszere nehezíti. A kézi kihúzás nehézkes, a kiásás több eredménnyel járhat. A szár levágása viszont a rizómák növekedését okozza. Főleg tavasszal, a kihajtási időszakban érdemes birkákkal, kecskékkel, szarvasmarhákkal legeltetni. Brit szakirodalmi források kéthetes gyakorisággal javasolják a kaszálást.
Vízközeli előfordulása akadályozza a vegyszerrel való irtását. Egyedüli hatóanyag a diklobenil lehet, mivel ennek használatát a vízközeli gyomirtásra engedélyezték. Kihajtás előtti stádiumban, tavasz elején kell elvégezni a kezelést. Ha kisebb-nagyobb foltokban található a területen, akkor a pontpermetezéses és a kenéses kezelés között lehet választani. Pontpermetezésnél a dikamba, kenésnél pedig a glifozát hatóanyag vált be. Az elpusztult növényi részeket gondos odafigyeléssel kell megsemmisíteni. A vegyszeres kezeléseknél minden esetben be kell tartani a szabályokat és oda kell figyelni a környező élőlényekre is. Biológiai védekezési módszerként felvetődött Japánban a rozsdagombák és a levélfoltosodást okozó gombák használata is.